# Đất son

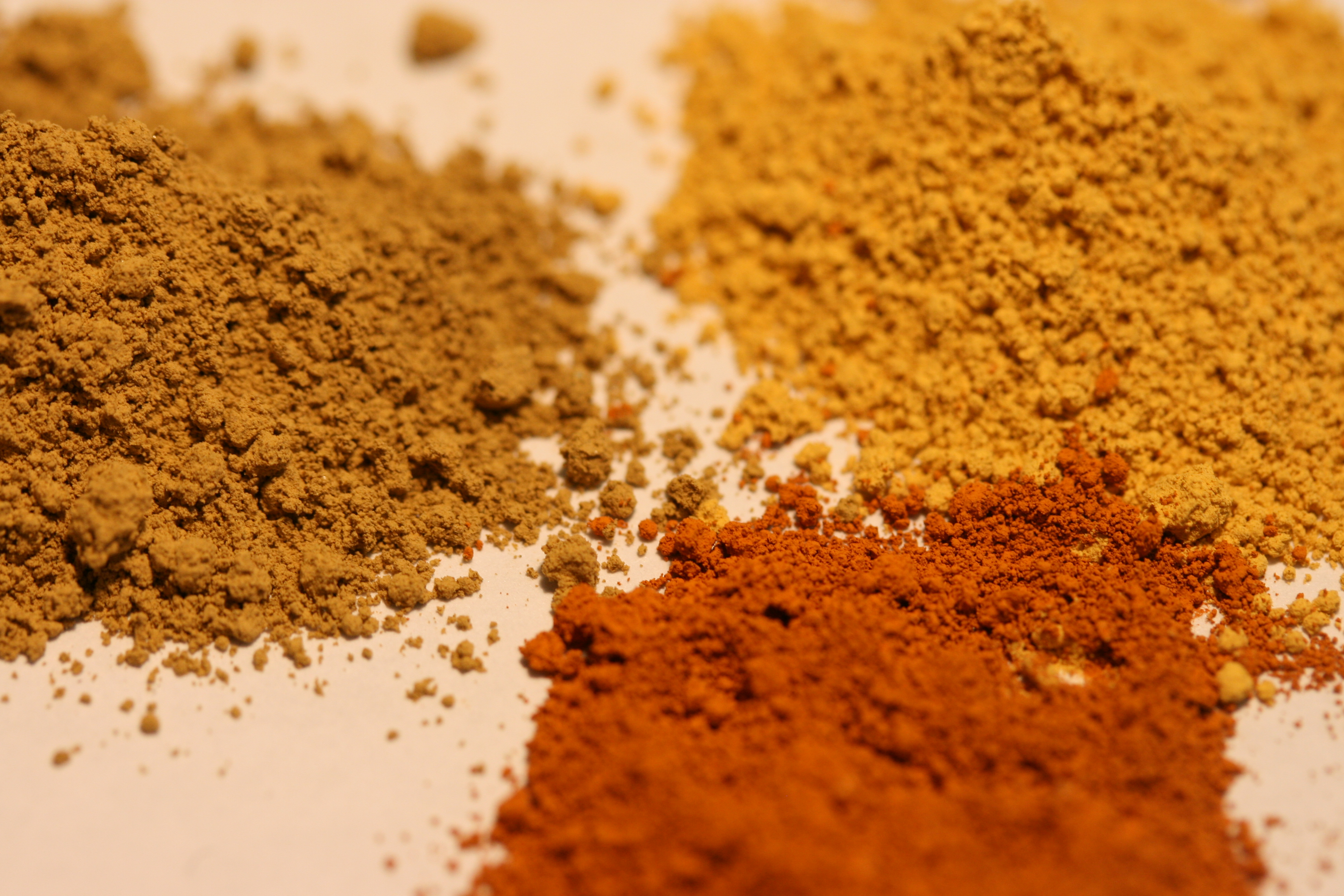
Bột màu thổ hoàng, thổ chu

Bài này nói về một loại màu sắc và chất tạo màu. Xem các nghĩa khác tại bài làng Thổ Hoàng và Thổ hoàng - các hoàng đế của đế quốc Thổ Nhĩ Kỳ
Thổ hoàng là một loại chất tạo màu và cũng là một màu sắc. Thành phần chính của thổ hoàng là sắt(III) oxit-hydroxide, còn có tên là limonit, tạo nên màu vàng. Màu thổ hoàng vàng nhạt hơi pha nâu. Thổ hoàng là một loại chất màu có nguồn gốc từ đất sét tự nhiên. Một số biến thể có chứa một lượng lớn hematit, có màu đỏ gọi là thổ chu. Thổ hoàng (màu vàng) và thổ chu (màu đỏ) là các loại chất tạo màu được dùng từ thời tiền sử . Các chất này vẫn được dùng cho các loại sơn ở một số nơi ở Việt Nam từ những thập niên 80 thế kỷ 20 trở về trước, trong việc sơn tường, cổng nhà.